# 인사동 쌈지길

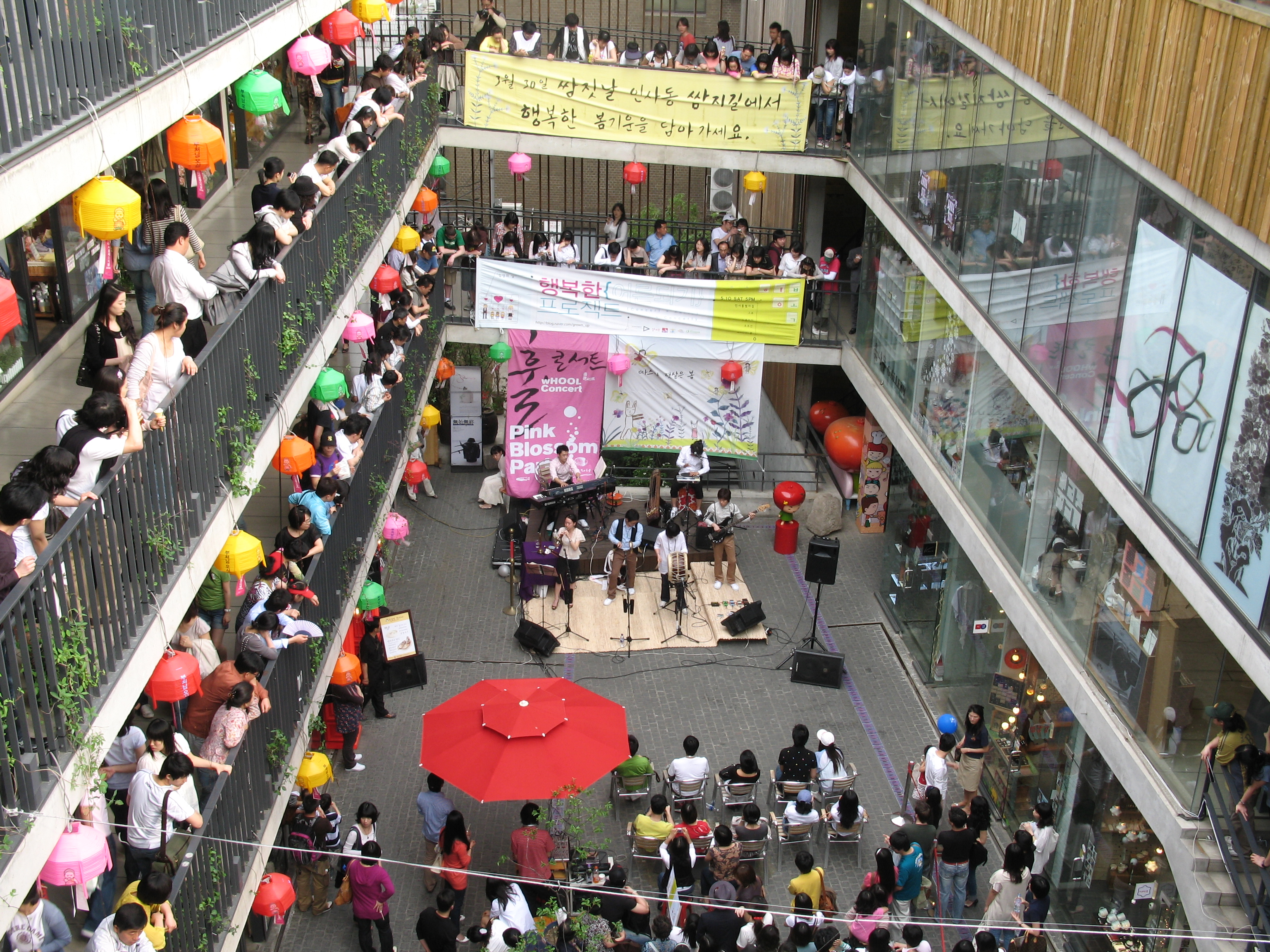
쌈지길 내부

인사동 쌈지길은 서울특별시 종로구 관훈동에 있는 건물이다. 쌈지란 '주머니'를 뜻하는 순우리말이다. 쌈지길은 '쌈지' 뒤에 '길'을 붙여 인사동 골목에 여러 문화적 재미요소를 더한다는 뜻을 지녔다. 쌈지길은 가아 건축 연구소 최문규 건축가가 (주)쌈지의 권유로 만든 건물이다.

## 개요
2004년 12월 21일 건축물 사용 승인 쌈지길이 탄생했다. 쌈지길은 공예품전문 쇼핑몰로서 인사동에 관광명소가 되고 있다. 연면적 4,066.01m²(1,200여평)의 나선형 건물에 한국의 전통공예품 혹은 한국의 멋이 풍기는 다양한 디자인의 70여개의 공예품점, 문화상품과 기념품가게, 갤러리, 음식점들이 모여있어 관광객들에게 다양한 즐길거리를 제공한다. 건물에 ‘길’이 붙은 것은 4층 전체가 하나의 골목으로 연결됐기 때문이다. 마름모꼴의 마당을 둘러싼 ‘ㅁ’자 형태다. 각 층은 완만한 경사로로 이어져 이곳저곳 가게를 구경하며 걷다보면 옥상의 하늘정원에 다다른다. 또한 쌈지길은 인사동길에 면해 있던 ‘열두 가게’를 그대로 유지함으로써 인사동길의 성격을 살리는 동시에, 건물 내부에 마당과 오름길을 통해 인사동의 성격을 살림으로써, 창의적 재해석과 전통의 진화를 성공적으로 해석해냈다.

## 이용안내
- 이용 시간 - 10:30~20:30
- 대중 교통
  - 서울 지하철 3호선 안국역 6번출구에서 5분
  - 171번 7025번 등 종로경찰서 방향

## 동영상
- 키위닷컴 《붐업서울 - 건물이 길이라고? 인사동 명물 '쌈지길' 》(2009년 3월 11일)
- tbs TV 서울 《추억이 머무는 곳에 - 인사동의 문화명소, 쌈지길 》 (2007년 3월 8일)

## 같이 보기
- 인사동
- 인사동길